# Flow (film, 2024)
Pour les articles homonymes, voir Flow.
Pour plus de détails, voir Fiche technique et Distribution.
Flow (letton : Straume), ou Flow, le chat qui n'avait plus peur de l'eau, est un long métrage d'animation franco-belgo-letton réalisé par Gints Zilbalodis, sorti en 2024. Il est projeté pour la première fois lors du Festival de Cannes 2024, dans la sélection Un certain regard. Il s'agit du deuxième long métrage du réalisateur et animateur letton Gints Zilbalodis, après Ailleurs (Away), qu'il avait réalisé entièrement seul,.
Très bien reçu par la critique, le film est également un succès commercial. En France, il cumule environ 250 000 entrées en deux semaines et atteint 500 000 entrées au bout de deux mois.
Il reçoit plusieurs prix, dont le Prix du jury et le Prix du public au Festival international du film d'animation d'Annecy 2024, le César 2025 du meilleur film d'animation ainsi que l'Oscar 2025 du meilleur film d'animation.

## Synopsis
Dans un monde où l'humanité semble avoir disparu, un petit chat noir tente de survivre à une montée des eaux généralisée. Alors que son foyer est submergé, il trouve refuge sur un bateau à voile, occupé par un capybara lymphatique, rejoint ensuite par un maki catta (lémurien) collectionneur, un labrador très joueur et un messager sagittaire blessé, ces trois derniers abandonnés par les leurs. S'entendre avec ses nouveaux compagnons est, pour le chat de nature solitaire, un défi plus grand que surmonter sa peur de l'eau. Sur le bateau, tous finissent par s'entraider et apprennent à dépasser leurs différences, pour survivre dans ce monde nouveau,.

## Fiche technique
Sauf indication contraire, les informations mentionnées dans cette section peuvent être confirmées par la base de données cinématographiques IMDb,  présente dans la section « Liens externes ».
- Titre original : Flow
- Titre français : Flow, sous-titré le chat qui n'avait plus peur de l'eau
- Titre letton : Straume
- Réalisation : Gints Zilbalodis
- Scénario : Gints Zilbalodis et Matīss Kaža (lv)
- Musique : Gints Zilbalodis et Rihards Zaļupe (lv)
- Son : Gurwal Coïc-Gallas[5]
- Direction d'animation : Léo Silly-Pélissier[6]
- Production : Matīss Kaža, Ron Dyens et Gregory Zalcman
- Sociétés de production : Dream Well Studio, Take Five, Sacrebleu Productions, en association avec 3 SOFICA et avec les participations de Canal+, Ciné+, Arte et la RTBF
- Sociétés de distribution : UFO Distribution (France), Baltic Content Media (Lettonie).
- Budget : 3,5 millions d'euros
- Pays de production :   Lettonie,  France,  Belgique
- Langue : aucune (sans dialogue)
- Format : couleur — 2,00:1
- Genre : animation, aventure, survie
- Durée : 85 minutes
- Dates de sortie :
  - France : 22 mai 2024 (Festival de Cannes)[7] ; 31 juillet 2024 (réseau Utopia) ; 30 octobre 2024 (sortie nationale)
  - Lettonie : 30 août 2024[8],[9]

## Production
Comme les films précédents de Gints Zilbalodis, Flow n'a aucun dialogue. Le réalisateur explique que raconter des histoires par les images et non par les mots est sa force, et que l'objectif avec Flow a toujours été de faire avancer l'histoire grâce aux images.
Pour la première fois, le réalisateur travaille avec une équipe, lui qui a réalisé seul son premier long métrage, Ailleurs (Away). La production des animations est faite en France et Belgique, sur trois pôles. La première équipe est à Paris, composée du directeur d'animation (Léo Silly-Pélissier) et de deux animateurs ;  son rôle est entre autres d'organiser l'animation du film, de préparer la bibliothèque d'animations prédéfinies que tous les animateurs allaient utiliser et de s'occuper des plans les plus difficiles. Le second pôle est à Marseille, avec un chef animateur et onze animateurs ; c'est l'équipe principale, qui s'occupe de la majorité des séquences. Le troisième pôle est à Bruxelles ; il s'agit de l'équipe complémentaire, composée d'un chef-animateur et de quatre animateurs, qui ont leurs propres séquences, mais peuvent également aider les équipes des différents pôles. Avant de démarrer la production, les animateurs participent à une semaine d'intégration, lors de laquelle ils se rendent dans un zoo, pour observer certains animaux présents dans le film, et ils reçoivent une formation rapide sur Blender.

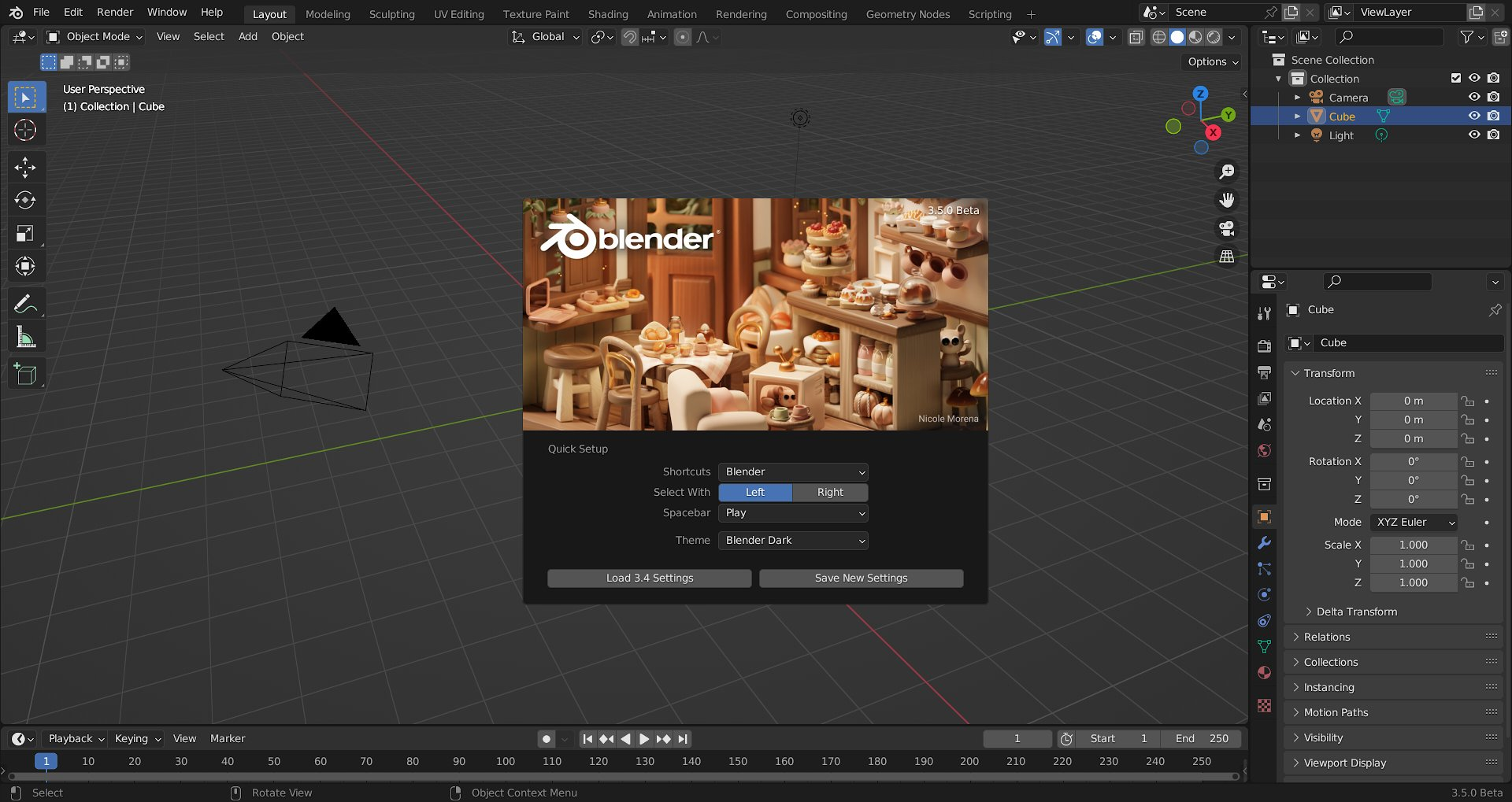
Logiciel d'animation par ordinateur Blender.

Le film contient 22 séquences et 307 plans. Le style d'animation se veut naturaliste, fluide, à 24 i/s. La production de l'animation se fait en 6 mois, à raison d'une moyenne de 2 secondes par jour par animateur. L'équipe d'animation se sert de multiples références photos et vidéos pour arriver à reproduire le comportement et le mouvement des personnages,.
Gints Zilbalodis ne fait pas de storyboard pour ce film. Il crée un environnement 3D immense dans lequel il place des caméras virtuelles pour faire sa mise en scène en direct.
Inspiré par son propre chat, le réalisateur a choisi d'exagérer délibérément la rondeur des traits et opté pour un traitement plus stylisé de la fourrure pour éviter un design trop stérile et privilégier l'expressivité. 
Les cris des animaux sont pour la plupart de véritables cris d'animaux enregistrés. Le seul qui ne correspond pas à la réalité est celui du capybara, qui est difficile à enregistrer car il crie peu ; il doit pour cela être chatouillé pendant les prises et son cri s'avère si étrange que le résultat risque de surprendre le public. L'équipe opte finalement pour des enregistrements de cris de chamelon pour les bruits du capybara.

## Musique
La musique du film est composée par Gints Zilbalodis et Rihards Zaļupe (lv). Elle joue un grand rôle dans la narration en l'absence de tout dialogue parlé. Elle emploie des airs électroniques planants pour l'ambiance aquatique du voyage, combinés à des sons naturels. Des cuivres et une marimba ponctuent l'intrigue, tandis que des percussions interviennent pour souligner les moments de danger.
La bande originale du film, Flow (Original Motion Picture Soundtrack), est publiée par Milan Records sous licence Sony Music Entertainment le 1er novembre 2024.
Éditions physiques et streaming
- Disponible en streaming (Spotify, Apple Music, YouTube, etc.)
- Édition vinyle 2×LP signée Mondo, avec pochette collector et tracklist étendue

## Sortie et réception
Une version work-in-progress (WIP) du film est présentée au festival d'Annecy 2023.
Le film est présenté en avant-première mondiale au festival de Cannes 2024, le 22 mai 2024 au Théâtre Debussy[réf. nécessaire], et est également diffusé en compétition officielle au Festival international du film d'animation d'Annecy 2024, où il remporte quatre prix : les prix du jury, du public, de la Fondation Gan à la Diffusion, et de la meilleure musique originale.
Guillermo del Toro réagit sur X au premier extrait du film, et souhaite que le style d'animation, magnifique et époustouflant, représente l'avenir du cinéma d'animation. Le film a une sortie limitée à partir du 31 juillet dans le réseau Utopia. Sa sortie nationale a lieu le 30 octobre.

### Accueil critique
En France, le site Allociné donne une moyenne de 4,3⁄5, d'après l'interprétation de 33 critiques de presse. 

### Box-office
En France, Flow sort en salles le 30 octobre 2024. La première semaine, projeté dans 320 salles, il rassemble un peu plus de 150 000 entrées (incluant environ 40 800 en avant-première, comme la sortie anticipée dans le réseau Utopia), dont environ 38 700 à Paris et dans sa périphérie, où il est projeté dans 46 salles. En deuxième semaine, le film attire environ 100 900 personnes et dépasse les 250 000 entrées cumulées. En troisième semaine, il attire environ 65 500 personnes pour un total cumulé d'environ 317 000 entrées. En quatrième semaine, il est vu par environ 57 600 personnes et cumule ainsi environ 374 600 entrées en un mois. Au bout de cinq semaines, il a encore attiré environ 38 200 personnes et cumule environ 412 860 entrées. Il rassemble environ 26 000 autres entrées en sixième semaines, puis 28 700 entrées en septième semaine, atteignant ainsi 467 000 entrées. Il dépasse les 500 000 entrées en huitième semaine, soit après deux mois d'exploitation en salles. Au bout de 14 semaines d'exploitation, Flow a cumulé plus de 617 000 entrées en salles en France. Fin juillet 2025, il a réalisé plus de 736 000 entrées en France.
Ces chiffres témoignent d’un très bon accueil pour ce film d’animation muet, porté par sa dimension visuelle et son parcours en festivals (Annecy, Cannes…) avant sa sortie en salles.

## Distinctions
Le film cumule plus de cinquante prix internationaux.

### Récompenses
- Festival international du film d'animation d'Annecy 2024[18] :
  - Prix du jury ;
  - Prix du public ;
  - Prix Fondation Gan à la Diffusion ;
  - Prix de la meilleure musique originale.
- Festival international du film de Guadalajara 2024 : meilleur long métrage d'animation[27]
- Festival du nouveau cinéma de Montréal 2024 : Prix du public - Panorama international[28]
- César 2025 : meilleur film d'animation[29]
- Golden Globes 2025 : meilleur film d’animation[30]
- Lumières 2025 : meilleur film d'animation[31]
- Film Independent's Spirit Awards 2025 : meilleur film international[32]
- Oscars 2025 : meilleur film d'animation
- Prix cinématographique européen du public 2025[33]

### Nominations
- Oscars 2025 : meilleur film international

### Sélections
- Festival de Cannes 2024 : section Un certain regard
- Festival international du film de Shanghai 2024
- Festival du film de Jérusalem 2024 : section Gala[34]
- Festival international du film de Melbourne 2024[35]
- Festival international norvégien du film de Haugesund 2024[36]

## Disponibilité en vidéo
Le film est diffusé en vidéo à la demande en France sur les plateformes Apple TV, Prime Video, Fandango et Home, YouTube, myCanal, Films, et aux États-Unis sur le réseau Max, en janvier 2025.
Il fut diffusé pour la première fois à la télévision française le 8 juillet 2025 sur Canal+, dans la case cinéma Coup de Cœur.